# Kościół św. Stanisława i św. Wojciecha w Porębach Dymarskich
Kościół św. Stanisława i św. Wojciecha w Porębach Dymarskich – rzymskokatolicki kościół znajdujący się w Porębach Dymarskich.

## Historia
Kościół wybudowano w latach 1656–1660 z inicjatywy ówczesnego proboszcza parafii Przemienienia Pańskiego w Cmolasie Kaspra Snopkiewicza. Kościół konsekrowany został w 1674 roku przez biskupa Mikołaja Oborskiego. Przed 1735 rokiem obiekt rozbudowano, a w tymże roku dodano dzwonnicę. Świątynia przeszła remonty w 1857 i 1888 roku oraz w latach 1900–1902. 
25 marca 1976 roku obiekt wpisano do rejestru zabytków pod numerem 956. W marcu 1978 roku podjęto decyzję o przekazaniu kościoła do Porąb Dymarskich, a 13 sierpnia poświęcono fundamenty. Przeniesienie świątyni opóźniło odkrycie w niej polichromii z 1669 roku. Wiosną 1979 roku rozpoczęto przenoszenie kościoła, podczas którego zrekonstruowano sygnaturkę, wymieniono gont na dachu i dokonano konserwacji nowo odkrytych polichromii. 28 października bp Jerzy Ablewicz dokonał jego poświęcenia.

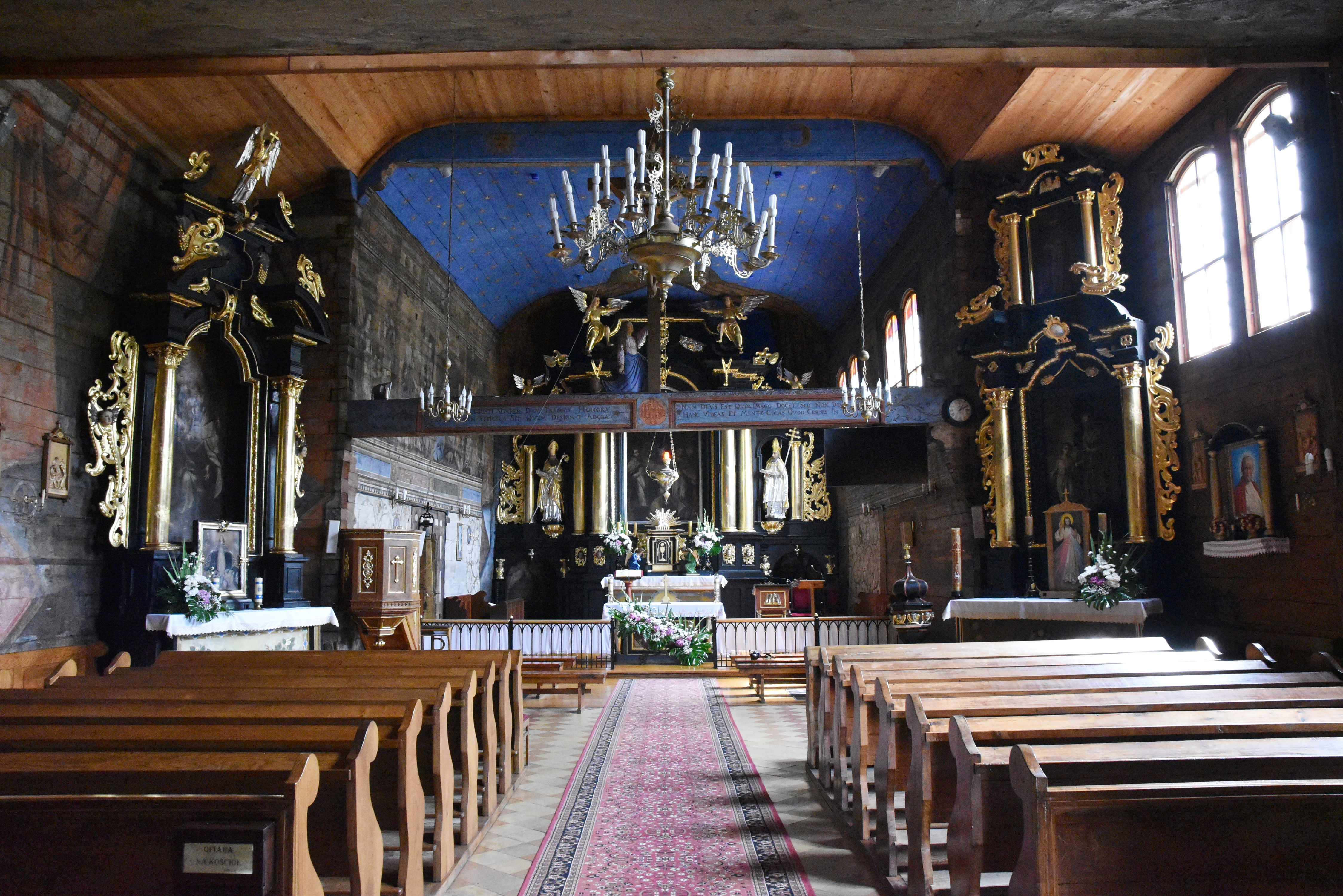
Wnętrze świątyni (2021)

## Architektura
Kościół konstrukcji zrębowej, a jego dzwonnica, soboty i południowa kruchta konstrukcji słupowo-ramowej. Świątynia ma nawę zbudowaną na rzucie prostokąta, prostokątne prezbiterium zamknięte trójbocznie oraz zakrystię przylegającą do niego od północy. Dzwonnica dobudowana do nawy, podzielona na trzy kondygnacje gzymsami, które osłonięto okapowymi daszkami. Nawa i prezbiterium nakryte dachem dwuspadowym o wspólnej kalenicy. W miejscu zamknięcia prezbiterium dach opada na nie trzema połaciami. Nad nawą połacie dachu załamane. Na styku nawy i prezbiterium, w kalenicy znajduje się sygnaturka. Świątynię otaczają szalowane soboty, które nakryto daszkami pulpitowymi z gontu.

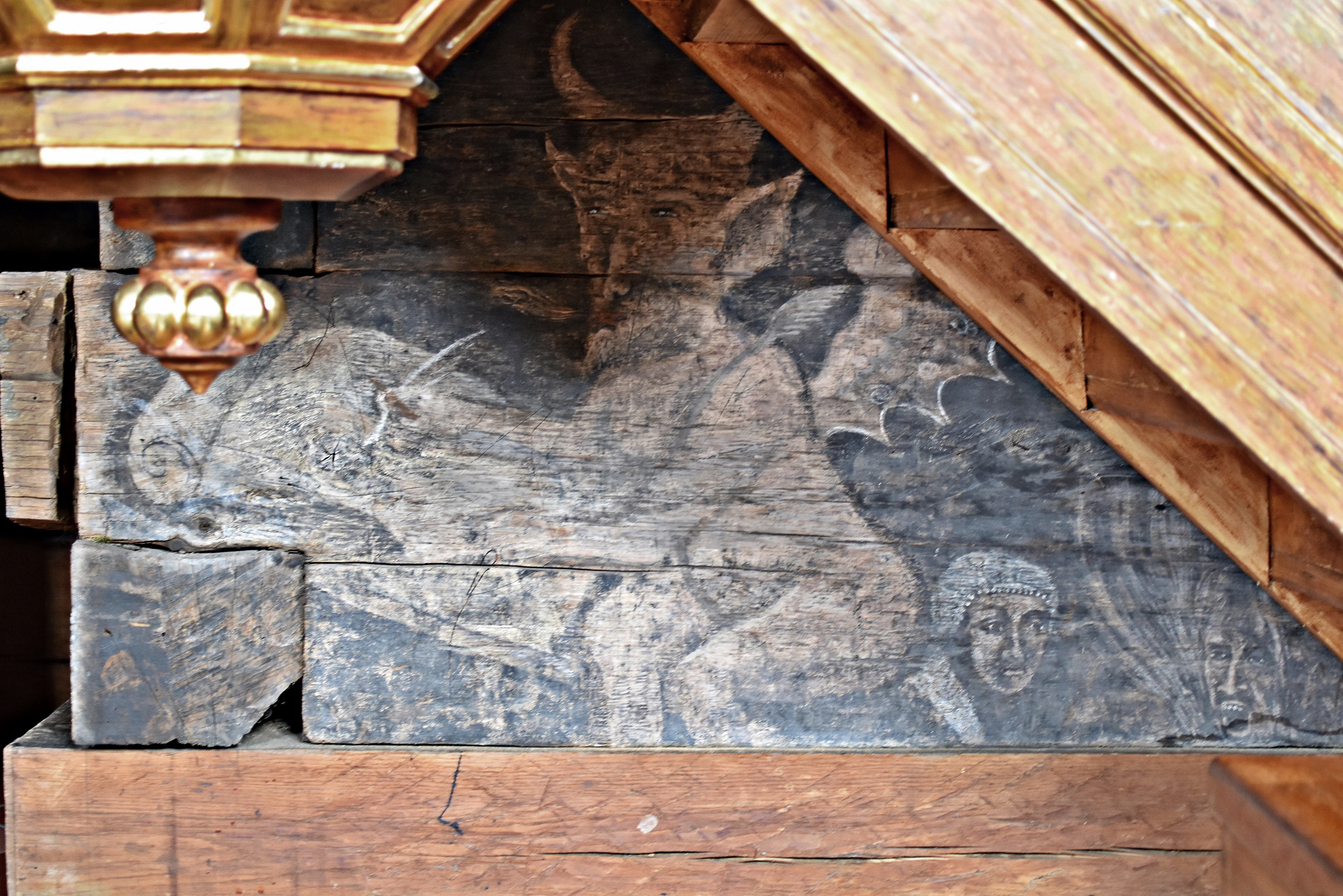
Wizerunek diabła (2021)

## Wygląd i wyposażenie wnętrza
Wewnątrz kościoła znajdują się płaskie stropy. Mają one zaokrąglone fasety w prezbiterium i zakrzywienia w nawie. W prezbiterium i częściowo w nawie na ścianach polichromia figuralna i ornamentalna.
Wyposażenie świątyni pochodzi z czasów proboszcza Grzegorza Mrzygłockiego, którego podobizna znajduje się na obrazie św. Grzegorza. Ołtarz główny powstał w 2 poł. XVII wieku. Znajduje się w nim obraz Matki Bożej z Dzieciątkiem, którą adorują święty Stanisław i Wojciech. Na zasuwie ołtarzowej widnieje Chrystus na krzyżu pochodzący z 1874 roku. W lewym ołtarzu bocznym znajduje się obraz Matki Bożej przekazującej szkaplerz Szymonowi Stockowi, a w prawym św. Józef z Dzieciątkiem. Z pierwotnego wyposażenia zachowały się również drewniana chrzcielnica z XVII wieku oraz dwa portale z nadprożami w kształcie oślego grzbietu. W świątyni znajduje się również ambona z XVIII wieku. Pod jej schodami widnieje jedyny w województwie podkarpackim wizerunek diabła w kościele. XVII-wieczne malowidło przedstawia popularnego w średniowiecznym folklorze diabła Tutivillusa, trudniącego się spisywaniem ludzkich grzechów, by na Sądzie Ostatecznym móc oskarżać ludzi przed Bogiem.